# Сека Саблић
Јелисавета Сека Саблић (Београд, 13. јун 1942) српска је глумица јеврејског порекла. По неким изворима слови за највећу домаћу комичарку или краљицу комедије.
Каријеру је започела пре више од педесет година, да би данас била једна од најпопуларнијих и највољенијих глумица у свим земљама бивше Југославије. Наклоност филмске критике и обожавање публике постигла је као Кристина у црној комедији Маратонци трче почасни круг. Велики успех остварила је у комедијама Бурдуш, Тесна кожа 3, Рад на одређено време, Мој тата на одређено време, Развод на одређено време, Секула и његове жене, Друга Жикина династија и Секула се опет жени. Изузетне комичарске способности показала је као другарица Сека у ТВ серији Бољи живот и као секретарица Маријана у Срећним људима. Зенит нове популарности доживела је захваљујући ситкому Љубав, навика, паника из 2005. године, па затим петнаест година касније, са комедијом Три мушкарца и тетка, када је имала 79 година.
Добитница је најпрестижнијих награда и признања, пре свега Добричиног прстена и Жанке Стокић, четири Статуете Ћуран, једног Златног ћурана, Награде Павле Вуисић, Нушићеве награде, Стеријине награде, Златне арене и многих других.
После 50 година каријере, Сека је и даље активна. Игра представе у многим београдским позориштима, снима филмове и гостује у телевизијским серијама.

## Биографија

### Младост и прве улоге
Отац Стеван рођен је у Малој Градуси, на Банији, а мајка Вера Аврамовић (рођена као Мери Ашеровић) у Лесковцу и пореклом је сефардска Јеврејка. Завршила је Основну школу „Свети Сава”, Четрнаесту београдску гимназију и Академију за позориште, филм, радио и телевизију у Београду, 1965. године, као најбољи студент у класи професора Мате Милошевића. Ту је упознала Драгана Николића, који је најпре постао њен најбољи пријатељ са класе, а потом и кум. За време гимназијских дана, као чланица Драмске секције, била је један од оснивача аматерског позоришта Дадов, а по завршетку факултета, након многих потешкоћа, дебитовала је у Позоришту „Бошко Буха“, и глумила у представама Пепељуга, Концерт за тинејџере, Чаробњак из Оза, Три мускетара и другима. Убрзо потом, помогла је да и Николић добије ангажман у Бухи. У једном интервјуу за НИН, Саблићева је открила да јој је мајка прижељкивала дактилографску каријеру, јер је глумачку професију сматрала опасном по здравље.
Године 1968. постала је чланица Атељеа 212, где је остварила значајнију улогу у представи Краљ Иби, А. Жарија. Исте године је дебитовала и на филму, главном женском улогом у класику Ноћно дежурство сестре Гризелде, поред Зорана Радмиловића. Уследили су филмови Илустровани живот, са Драганом Николићем, Силом отац, са Миодрагом Петровићем Чкаљом, те главна улога у филму Далеко је Аустралија, са Оливером Марковић, а 1969. улога у црнохуморном редитељском првенцу Гордана Михића — Оља у филму Вране. Уследила је улога у ТВ филму Ујка Вања, затим у комедији Бициклисти, са Мијом Алексићем и Миленом Дравић, да би 1970. дошло до великог пробоја у њеној каријери, захваљујући комерцијалном хиту и у народу вољеном филму Бурдуш, где је Сека тумачила лик Рајке. Култна је сцена у којој она Гидри Бојанићу пева новокомпоновану песму „Дај ми чашу ракије“.

### 1971—1980.
Сека је 1971. добила престижну улогу представи Развојни пут Боре Шнајдера писца Александра Поповића, у режији Бранка Плеше, за коју је примила своју прву Статуету Ћуран на фестивалу Дани комедије у Јагодини. Године 1972. је снимила филм, по узору на представу Јелисаветини љубавни јади због молера, у коме је бриљирала заједно са Микијем Манојловићем.

### 1981—1990.
У широко популарним комерцијалним комедијама Милана Јелића (Рад на одређено време из 1980; Мој тата на одређено време из 1983; Развод на одређено време из 1986) и Зорана Чалића (Жикина династија из 1985. и Друга Жикина династија из 1986), Сека је остварила запажене улоге.
Године 1982. Сека је играла у филму Маратонци трче почасни круг, по многима највећем остварењу југословенске кинематографије. Њена јунакиња, Кристина, свира клавир у време немих филмова, и не прихвата тонске филмове који убрзо стижу. Поред тог, јавља се и проблем љубавног троугла између Ђенке (Бора Тодоровић), његовог најбољег пријатеља, Мирка (Богдан Диклић) и ње. Касније су се појавиле многобројне урбане легенде у вези са снимањем филма, као и о односима који су владали унутар глумачке екипе. Најпознатији међу њима свакако је био инцидент између Саблићеве и Тодоровића, двоје дугогодишњих пријатеља. Наиме, Бора се, у сцени у којој наводно води љубав са Кристином, занео толико да је прешао границу професионализма и глуме, због чега се Саблићева увредила и претила да ће напустити снимање. Иако је било познато да двоје глумаца од тада не одржавају никакав контакт, обоје су изјављивали да су у добрим односима. Тек 2016, две године након Борине смрти, у једном интервјуу Сека је признала да јој је жао што је дошло до свађе која је трајала тридесет година, и што толико дуго није причала са њим. Онда је додала да тада, када глумац више није међу живима, мисли да је вампирски поново говорити о томе и одбила даљи разговор. Сека је још инсистирала и на преговарању о сцени у којој нага плива у језеру у подножју Авале у Малој Иванчи, Језеро Трешња. Како је сама рекла у емисији Балканском улицом, редитељ није желео да је снима скроз обнажену, јер (како је она сама веровала) никад није била нека риба. На питање о непријатностима током снимања, Саблићева је Дедићевој одговорила:
„Да, било је јако непријатно. Пливала сам у тој баруштини. Жабе су скакале око мене. Бора (Тодоровић) је трчао го по шуми. Њему је то причињавало задовољство, знате. И свађао се око дневница.”
Управо је Саблићева добила најбоље критике за своје извођење. Врхунац поштовања стигао је у виду награде Златна арена за најбољу југословенску глумицу са Филмског фестивала у Пули. Сека је за признање сазнала док је са оцем, мајком и сином летовала у Полихрону, у Грчкој, а када су јој на плажи пришли Југословени и честитали на победи.
За улогу Гине у Ожалошћеној породици, коју је играла у Српском народном позоришту у Новом Саду, Сека добија своју другу Статуету Ћуран на Данима комедије у Јагодини.
Крајем осамдесетих година, игра у популарној серији Бољи живот, где је остварила улогу Секе, службенице једног југословенског предузећа.

### 1991—2000.
Деведесетих година, Сека је остварила запажене улоге у серијама Синише Павића, Срећни људи, у којој је играла секретарицу Маријану, и Породично благо, где је тумачила лик главне сестре. Године 1998. добила је Стеријину награду за улогу у представи Покондирена тиква у изведби Народног позоришта у Београду. За улогу у представи „Иза кулиса“ Мајкла Фејна у режији Алисе Стојановић добила је Октобарску награду града Београда у области позоришне уметности за глумачко остварење 1993. године

### 2001—2010.
Сека је играла споредне улоге у ТВ серијама Казнени простор и Метла без дршке, а затим и у филму Ледина Љубише Самарџића из 2003. године. Зенит нове популарности доживела је 2005. у ситкому Љубав, навика, паника, где је тумачила лик Вере, психолога. Серија је на комичан начин приказивала живот дисфункционалне београдске породице, коју чине две тинејџерке, отац (Никола Симић) и мајка—матријарх (Сека). Брза размена хумористичних реплика учинила је ситком изузетно гледаним, а глумици обезбедила обновљену популарност. Стога је и њена наредна улога опет била главна — у ТВ серији Премијер, Сека се појавила у улози Борјане, комичне председнице Републике. Успех ситкома Љубав, навика, паника касније је потврђен и наградом гледалачке публике, будући да је заједно са Николом Симићем, Саблићева 2007. године добила награду Глумачки пар године "Она и он", на Филмским сусретима у Нишу.
За улогу Дивне у представи Доктор Шустер Звездара театра, Сека је 2002. године награђена Статуетом Ћуран на Данима комедије у Јагодини. Ову награду, своју четврту по реду, добила је и 2005. године за улогу Даре у представи Свињски отац, у изведби Крушевачког позоришта. За исту улогу, 2006. године награђена је и наградом Љубинка Бобић, коју додељује Савез драмских уметника Србије, за најбоље глумачко остварење у области комедије. Исте године, Сека је постала лауреат Нушићеве награде, која јој је додељена за велики допринос уметности глуме у области комедије.
Године 2008. постала је лауреат награде Жанка Стокић, за свеукупан допринос српској филмској, телевизијској и позоришној уметности. Жири који јој је доделио награду чинили су Ружица Сокић, Предраг Ејдус, Егон Савин и Манојло Вукотић, а Ејдус је приликом уручења изјавио да је Сека „један од оних уметника које је Бог дотакао, и који су тај додир схватили као обавезу”. Додао је и да је Сека „глумица свих београдских позоришта”, а у образложењу је још истакнуто и да је Сека Саблић „глумица упечатљиве мимике и способности трансформације непоновљивог глумачког израза, заснованим на темељним психолошким студијама”. Године 2010. Сека је награђена највећим глумачким признањем у Србији — Добричиним прстеном, наградом за животно дело.
Ову деценију у каријери Саблићеве обележиле су и улоге у филмовима Хадерсфилд и Читуља за Ескобара, затим у серији Село гори, а баба се чешља и у теленовели Љубав и мржња. Изузетно значајна била је још једна главна улога — у ТВ серији Куку, Васа, будући да је глумица имала 67 година и утврђивала статус једног од најстаријих активних ТВ лица. Године 2010. Сека је играла улогу Ноне Салом у ТВ серији Мирис кише на Балкану, Љубише Самарџића. Недељник „Време” написао је да је Секино присуство у кадру такво да њена споредна улога на гледаоца делује као главна.

### 2011—данас
Године 2013. на Данима комедије у Јагодини, Сека је добила награду Златни ћуран, која је додељује глумцу за животно дело у области комедије. Године 2015. на Филмским сусретима у Нишу, Секи је уручена награда Павле Вуисић, која се додељује као признање за изузетан допринос уметности глуме на домаћем филму.
Године 2016. Сека је у ситкому Немој да звоцаш тумачила лик Симке. Појавила се у серијама Отворена врата и Синђелићи, као и у филму Игла испод прага.
Године 2018. на прослави 70. рођендана Југословенског драмског позоришта (ЈДП), уручена јој је Награда „Бранка и Млађа Веселиновић, за најбоље глумачко остварење у 2017. години.
У Пожаревцу, 7. априла 2019. године, уручена јој је статуета Миливоје Живановић, за улогу Богдане у представи Врат од стакла, у режији Јагоша Марковића, Југословенског драмског позоришта из Београда.

## Позориште (избор)
Глумачку каријеру започела је у Позоришту „Бошко Буха“, где је играла у представама Пепељуга, Чаробњак из Оза, Три мускетара, итд.
Њену каријеру обележио је период проведен у Атељеу 212 од 1968. до 1993. године, од када је у статусу слободног уметника. Неке од улога које је остварила у том позоришту су следеће:
- Њена прва значајна улога у Атељеу 212 је у представи Крмећи кас Александра Поповића, у режији Небојше Комадине, у којој је играла са Ружицом Сокић, Миодрагом Петровићем Чкаљом, Радетом Марковићем, Бором Тодоровићем, итд.
- Играла је у представи Развојни пут Боре Шнајдера, који је по тексту Александра Поповића режирао Бранко Плеша. За ову улогу награђена је Златним ћураном за најбоље глумачко остварење на Фестивалу комедије у Јагодини;
- Играла је у представи Улога моје породице у светској револуцији у алтернацији са Миленом Дравић, по тексту Боре Ћосића, у режији Љубомира Муција Драшкића;
- Играла је у представи Јелисаветини јади због молера са Микијем Манојловићем;
- Играла је лик Анђелке Бојанић у представи Рањени орао или смеју ли девојке допустити пробу пре брака у Михизовој драматизацији, а у режији Соје Јовановић;
- У алтернацији са Миленом Дравић тумачила је улогу Цмиље у представи Чудо у Шаргану, по тексту Љубомира Симовића, у режији Мире Траиловић;
- У Нушићевој Ожалошћеној породици, у режији Љубомира Драшкића, играла је лик Гине, за коју је добила Статуетом Ћуран за најбоље глумачко остварење;
- За улогу у представи Иза кулиса Мајкла Фејна, у режији Алисе Стојановић, добила је Октобарску награду града Београда у области позоришне уметности за глумачко остварење 1993. године;
- Играла је лик Тонке Бабић у представи Ухо, грло, нож, по тексту Ведране Рудан, у режији Татјане Мандић Ригонат.

У Звездара театру је играла у представама:
- Клаустрофобична комедија, у режији Душана Ковачевића;
- Са Петром Краљем, Весном Тривалић, Миодрагом Кривокапићем, итд. играла је у представи Доктор Шустер, у режији Душана Ковачевића;
- Са Радетом Марковићем, Мирјаном Карановић, Ирфаном Менсуром, итд. играла је у представи Пазарни дан, по тексту Александра Поповића, у режији Горана Марковића.

## Приватни живот
Сека Саблић је увек нерадо говорила о детаљима из приватног живота. У емисији Балканском улицом, прекинула је Весну Дедић рекавши да не жели да износи полицијске биографске информације, те самим тим, да не жели да говори о свом детињству и пореклу.
За себе увек каже да је свом сину Стефану била строга мајка, да је инсистирала на његовом осмогодишњем музичком образовању (клавир), јер је сматрала да ће бити успешан човек једино ако је духовно богат и образован.
Позната је по томе што често, намерно или случајно, засмеје колеге са којима игра у представи или пред камерама. С друге стране, њу је, током читаве њене каријере, ненамерно засмејао само Бора Тодоровић, који ју је у представи Рањени орао држао у наручју и, не приметивши, певао у фалшу. Саблићева се толико насмејала да ју је он испустио из наручја на даске. Зоран Радмиловић је рекао да је на Секу слаб и приватно, као на блиску пријатељицу, и пословно као на глумицу која се једном рађа. Тодоровић, Лане Гутовић и Воја Брајовић сложили су се једном да је једина женска особа која никада није пала на њихове форе била управо Сека Саблић. Саблићева им се 2015. године шаљиво и јавно захвалила на том признању и рекла да је она много пре њих завршила чубурску мангупску школу.
Глумица је изјавила да никад није имала среће у љубави и да се никад није разумела у мушкарце. Сека је објаснила да је једним делом за то заслужно њено васпитање, у целости засновано на масивној руској књижевној традицији и на обимним руским љубавним романима. Додала је још да верује да би на љубавном плану много боље прошла да је на међуљудске односе гледала инспирисана америчком књижевном традицијом:
„Код њих је то поједностављено, наивно, невино. То су разумевање, дружење, секс, разговор.”
Све до 1999. године, глумица је једном годишње одлазила код дугогодишње пријатељице која живи у Њујорку. Као разлог за то навела је потребу да на кратко побегне од српске чамотиње и ксенофобије и да се отуд врати, не пуних батерија, него излечена. Мноштво пријатеља Саблићева је стекла и међу својим колегама. Међу њима су њени кумови, Милена Дравић и Драган Николић, затим Ружица Сокић, Мира Бањац, Зоран Радмиловић и Рената Улмански.
О себи често каже да људи стичу утисак да је увек забавна и шаљива, а да је у ствари често импулсивна, понесена „примитивним осећањима”, да гунђа и да је љута. Истиче и да пажљиво чува своју „приватну личност”, јер кад би попримала одлике својих (комичних) ликова, „одавно би била у лудници.”
Секин син, Стефан Саблић, је познати позоришни редитељ.

## Одабране награде и признања
- 1971. — Статуета Ћуран, за улогу представи Развојни пут Боре Шнајдера на фестивалу Дани комедије у Јагодини
- 1981. — Статуета Ћуран, за улогу Гине у Ожалошћеној породици, на фестивалу Дани комедије у Јагодини
- 1982. — Златна арена у Пули, за најбољу женску улогу у филму Маратонци трче почасни круг
- 1993. — Октобарска награда града Београда у области позоришне уметности за глумачко остварење, за улогу у представи Иза кулиса Атељеа 212
- 1997. — Награда Милош Жутић за улогу Марије Калас у представи Мастер Клас Битеф театра
- 1997. — Награда за епизодну женску улогу у филму Љубав, женидба, удадба, на Филмским сусретима у Нишу
- 1998. — Стеријина награда за улогу у представи Покондирена тиква у Народном позоришту
- 2002. — Статуета Ћуран, за улогу представи Доктор Шустер Звездара театра, на фестивалу Дани комедије у Јагодини
- 2005. — Статуета Ћуран, за улогу Даре представи Свињски отац, у изведби Крушевачког позоришта
- 2006. — Награда Љубинка Бобић, за улогу коју Даре у представи Свињски отац, за најбоље глумачко остварење у области комедије
- 2006. — Нушићева награда за животно дело глумцу комичару
- 2007. — Глумачки пар године "Она и он", са Николом Симићем на Филмским сусретима у Нишу
- 2008. — Награда Велика Жанка, за изузетан допринос српској филмској, телевизијској и позоришној уметности
- 2010. — Добричин прстен, највећа глумачка награда која се додељује врхунским глумцима за животно дело
- 2013. — Златни ћуран, награда за животно дело у области комедије
- 2015. — Награда Павле Вуисић, за изузетан допринос уметности глуме на домаћем филму
- 2016. — Златна антена за свеукупан допринос домаћој ТВ продукцији, на 6. ФЕДИС-у
- 2017. — Награда Comedy fest-a за допринос филмској комедији
- 2018. — Награда „Бранка и Млађа Веселиновић, за најбоље глумачко остварење у 2017. години[12]
- 2019. — Статуета Миливоје Живановић, за улогу Богданке у представи Врат од стакла, у Пожаревцу
- 2019. — Годишња награда Југословенског драмског позоришта, за улогу Богданке у представи Врат од стакла
- 2023. — Награда „Златни печат” Југословенске кинотеке[15]

## Филмографија
| Год.        | Назив                                       | Улога                                      |
| ----------- | ------------------------------------------- | ------------------------------------------ |
| 1960-е      |                                             |                                            |
| 1968.       | Илустровани живот                           |                                            |
| 1968.       | Ноћно дежурство сестре Гризелде             | сестра Гризелда                            |
| 1968.       | Невероватни цилиндер Њ. В. краља Кристијана |                                            |
| 1968.       | Мартин Крпан с врха (ТВ)                    | Принцеза                                   |
| 1968.       | Невоље једног Бобана                        |                                            |
| 1969.       | Код зеленог папагаја                        |                                            |
| 1969.       | Хајде да се играмо                          |                                            |
| 1969.       | Далеко је Аустралија                        | Деса                                       |
| 1969.       | Зигмунд Брабендер, ловац и сер (серија)     |                                            |
| 1969.       | Вране                                       | Оља                                        |
| 1969.       | Хајде да растемо                            |                                            |
| 1969.       | Лећи на руду                                |                                            |
| 1969.       | Силом отац                                  | Арсина кћи Зорица                          |
| 1970-е      |                                             |                                            |
| 1970.       | Ујка Вања                                   | Софија Серебрјакова                        |
| 1970.       | Бурна ноћ                                   |                                            |
| 1970.       | Енглески онакав какав се говори             |                                            |
| 1970.       | Поезија Огдена Неша                         |                                            |
| 1970.       | Бициклисти                                  |                                            |
| 1970.       | Бурдуш                                      | Рајка                                      |
| 1971.       | Пенџери равнице                             |                                            |
| 1971.       | Операција 30 слова                          |                                            |
| 1971.       | Чеп који не пропушта воду                   | Роса                                       |
| 1971.       | Цео живот за годину дана                    |                                            |
| 1971.       | С ванглом у свет                            |                                            |
| 1971.       | Чедомир Илић                                | Бела Матовић                               |
| 1971.       | Дипломци                                    | Леонора Бах                                |
| 1972.       | Развојни пут Боре Шнајдера                  | Гоца                                       |
| 1972.       | Ћелава певачица                             |                                            |
| 1972.       | Смех са сцене: Атеље 212                    | Јелисавета                                 |
| 1972.       | Прождрљивост                                |                                            |
| 1972.       | Дамон (ТВ)                                  | Јелисавета                                 |
| 1972.       | Јелисаветини љубавни јади због молера       | Јелисавета                                 |
| 1972.       | Глумац је, глумац                           |                                            |
| 1972.       | Птичје купалиште                            | Велма                                      |
| 1972.       | Женски разговори                            |                                            |
| 1973.       | Луди речник                                 |                                            |
| 1973.       | Женидба носача Самуела                      |                                            |
| 1974.       | Недеље са Ањом                              | лекарка                                    |
| 1974.       | Породични оркестар                          |                                            |
| 1974.       | Једног лепог, лепог дана                    |                                            |
| 1974.       | У регистратури                              | Јуста Медонић                              |
| 1972—1974.  | Образ уз образ                              | Сека                                       |
| 1975.       | Андра и Љубица                              |                                            |
| 1975.       | Нора (ТВ)                                   | Нора                                       |
| 1975.       | Повратак лопова                             | Милутинова жена                            |
| 1975.       | Кичма                                       |                                            |
| 1975.       | Мамика, хвата ме паника                     |                                            |
| 1975.       | Бориско и Наталија                          |                                            |
| 1975.       | Двособна кафана                             |                                            |
| 1975.       | Крај недеље                                 | Катица Марковић, супруга                   |
| 1976.       | Част ми је позвати вас                      | Сека                                       |
| 1976.       | Сестре                                      | Милева, мајка три девојчице                |
| 1976.       | Четири дана до смрти                        |                                            |
| 1977.       | Рањени орао                                 | Анђелка Бојанић                            |
| 1977.       | Кућна терапија                              |                                            |
| 1977.       | Лептиров облак                              | Крцкова мајка                              |
| 1977.       | Марија Магдалена                            | Клара                                      |
| 1977.       | Најдража деца драгих родитеља               |                                            |
| 1978.       | Седам плус седам                            | Сека                                       |
| 1979.       | Осма офанзива (ТВ серија)                   | чистачица Драгица                          |
| 1980-е      |                                             |                                            |
| 1980.       | Београдска разгледница 1920                 |                                            |
| 1980.       | Рад на одређено време                       | Сека                                       |
| 1980.       | Госпођица                                   |                                            |
| 1981.       | Лаф у срцу                                  | Живка                                      |
| 1981.       | Радни дан                                   |                                            |
| 1981.       | Ујка Вања                                   | Соња                                       |
| 1981.       | Непокорени град                             | Сека                                       |
| 1981.       | Светозар Марковић                           | Илка Марковић                              |
| 1982.       | Подвизи дружине Пет петлића                 | Глас                                       |
| 1982.       | Маратонци трче почасни круг                 | Кристина                                   |
| 1982.       | Тројански коњ                               | Илегалка                                   |
| 1982.       | Београд некад и сад                         | Милева/Лора                                |
| 1982.       | Мој тата на одређено време                  | Сека                                       |
| 1982.       | Сабињанке                                   | Марион Браон                               |
| 1983.       | Загрљеници                                  | Хионија                                    |
| 1983.       | Узбуна (ТВ)                                 | Славојка (као Јелисавета Саблић)           |
| 1983.       | Како сам систематски уништен од идиота      | Рита                                       |
| 1984.       | Давитељ против давитеља                     | госпођица Добрила Скара                    |
| 1984.       | Мољац                                       | луда редитељка                             |
| 1984.       | Камионџије 2                                | Цацина жена Синђа                          |
| 1984.       | Не тако давно (ТВ серија)                   |                                            |
| 1984.       | Јагуаров скок                               | Цајка                                      |
| 1984.       | Формула 1 (серија)                          |                                            |
| 1985.       | Јелисаветини љубавни јади                   | Јелка                                      |
| 1985.       | Неуспела мућка                              | Ружа                                       |
| 1985.       | Дебели и мршави                             | Шећеровићка                                |
| 1986.       | Смешне и друге приче (ТВ серија)            | Јелка                                      |
| 1986.       | Друга Жикина династија                      | домаћица                                   |
| 1986.       | Секула и његове жене                        | Деса                                       |
| 1986.       | Развод на одређено време                    | Сека                                       |
| 1986.       | Сиви дом                                    | госпођа                                    |
| 1987.       | Увек спремне жене                           | Рајка                                      |
| 1988.       | Викенд мртваца                              | секретарка                                 |
| 1988.       | Мала Нада                                   | Надина мајка                               |
| 1988.       | Роман о Лондону (серија)                    | Мадам Жани                                 |
| 1987—1988.  | Бољи живот                                  | Сека Секуловић                             |
| 1988.       | Тесна кожа 3                                | Симка Миливојевић                          |
| 1989.       | Бољи живот                                  | Сека Секуловић                             |
| 1989.       | Полтрон                                     | Амелија Кашиковић                          |
| 1989.       | Масмедиологија на Балкану                   | другарица Протић                           |
| 1989.       | Чудо у Шаргану                              | Цмиља                                      |
| 1989.       | Доме слатки доме                            | Меланија                                   |
| 1989.       | Другарица министарка                        | Живка                                      |
| 1990-е      |                                             |                                            |
| 1990.       | Гала корисница: Атеље 212 кроз векове       |                                            |
| 1990.       | Балканска перестројка                       | другарица Протић                           |
| 1990.       | Клаустрофобична комедија                    | Весела Крај                                |
| 1991.       | Секула се опет жени                         | Деса                                       |
| 1991.       | У име закона                                | комшиница                                  |
| 1990—1991.  | Бољи живот 2                                | Сека Секуловић                             |
| 1991.       | Холивуд или пропаст                         |                                            |
| 1992.       | Јуриш на скупштину                          | Милка Соколовић                            |
| 1992.       | Секула невино оптужен                       | Деса                                       |
| 1994.       | Биће боље                                   |                                            |
| 1994.       | Театар у Срба                               |                                            |
| 1993—1994.  | Срећни људи                                 | Маријана Колаковић                         |
| 1995.       | Сложна браћа                                | Милена                                     |
| 1995.       | Отворена врата                              | Милијана                                   |
| 1995.       | Тамна је ноћ                                | Косара Ашкерц                              |
| 1995—1996.  | Срећни људи 2                               | Маријана Колаковић                         |
| 1997.       | Љубав, женидба и удадба                     | Јелка                                      |
| 1998.       | Никољдан 1901. године                       | Персида Рогић                              |
| 1998.       | Ране                                        | комшиница                                  |
| 1999.       | Код мале сирене                             |                                            |
| 1998—1999.  | Породично благо                             | главна медицинска сестра                   |
| 2000-е      |                                             |                                            |
| 2001.       | Све је за људе                              | Кића                                       |
| 2001.       | Метла без дршке 5                           | Деса                                       |
| 2003.       |                                             |                                            |
| 2003.       | Најбоље године (ТВ серија)                  | Олга                                       |
| 2002—2003.  | Казнени простор                             | Анина мајка                                |
| 2003.       | Наша мала редакција                         | Дама у бару                                |
| 2003.       | Ледина                                      | Елза                                       |
| 2004.       | Скела                                       | жена                                       |
| 2004.       | Стижу долари                                | Магдалена                                  |
| 2005.       | Бал-Кан-Кан                                 | Зумбула                                    |
| 2006.       | Друго стање                                 | разредна                                   |
| 2005—2007.  | Љубав, навика, паника                       | Вера Милићевић                             |
| 2007.       | Хадерсфилд                                  | мајка                                      |
| 2007.       | Љубав и мржња                               |                                            |
| 2007.       | Увођење у посао                             | Мира Пацов                                 |
| 2007.       | Премијер (ТВ серија)                        | Борјана Алимпијевић, председница Републике |
| 2008.       | Луд, збуњен, нормалан                       | Сенка                                      |
| 2008.       | Читуља за Ескобара                          | жена                                       |
| 2008.       | Село гори, а баба се чешља                  | Дијана                                     |
| 2009.       | Куку, Васа                                  | Наталија                                   |
| 2009.       | Технотајз: Едит и ја                        | Кева                                       |
| 2009.       | Пингвини са Мадагаскара                     | Бака веверица (глас)                       |
| 2010-е      |                                             |                                            |
| 2010.       | Мирис кише на Балкану (ТВ серија)           | Нона Салом                                 |
| 2013.       | Отворена врата                              | Сајберета                                  |
| 2013.       | Тесна кожа 5                                | свастика                                   |
| 2016.       | Игла испод прага                            | баба                                       |
| 2016.       | Немој да звоцаш                             | Симка                                      |
| 2019.       | Синђелићи                                   | Госпођа Дивна                              |
| 2019.-2024. | Дуг мору                                    | тетка,Стара Стрига                         |
| 2019.       | Хотел Београд                               | баба                                       |
| 2020-е      |                                             |                                            |
| 2020.       | Случај породице Бошковић                    | Бака Лола                                  |
| 2021.       | Три мушкарца и тетка                        | Милка Станимировић                         |
| 2022.       | Комедија на три спрата                      | Живка                                      |
| 2023.       | Муње опет                                   | Разредна                                   |